# Czawdar (przedsiębiorstwo)
Czawdar (buł. Чавдар) – istniejący w latach 1924–1999 bułgarski producent autobusów i trolejbusów, który miał swoją siedzibę w mieście Botewgrad w Bułgarii. 

## Historia firmy
Firma została założona przez Raczo Dżambowa w 1924 roku. W latach 1927–1947 fabryka ta wyprodukowała zaledwie 200 sztuk autobusów, w oparciu o samochody Ford, Mercedes-Benz oraz Dodge. W 1948 roku firma stała się własnością państwa i rozpoczęła produkcję autobusu na podstawie Škody RTO. W 1962 roku fabryka rozpoczęła produkcję modeli M65 i M66, które stały się popularne w ówczesnej Bułgarii. Pod koniec lat 60. pojawiły się modele M80 i M81 na podstawie Škody. W 1968 roku rozpoczął się proces modernizacji fabryki a wkrótce nawiązano współpracę z niemiecką Setrą. W 1979 roku firma Czawdar we współpracy z Autosanem, zbudowała dwa prototypy autobusu Autosan-Czawdar 11M4/H11. W 1993 roku zakład podjął współpracę z firmą MAN w wyniku której powstał m.in. przegubowy Czawdar 141. Na początku 1999 r. niestabilna sytuacja finansowa spółki doprowadziła ją do upadku.

## Galeria

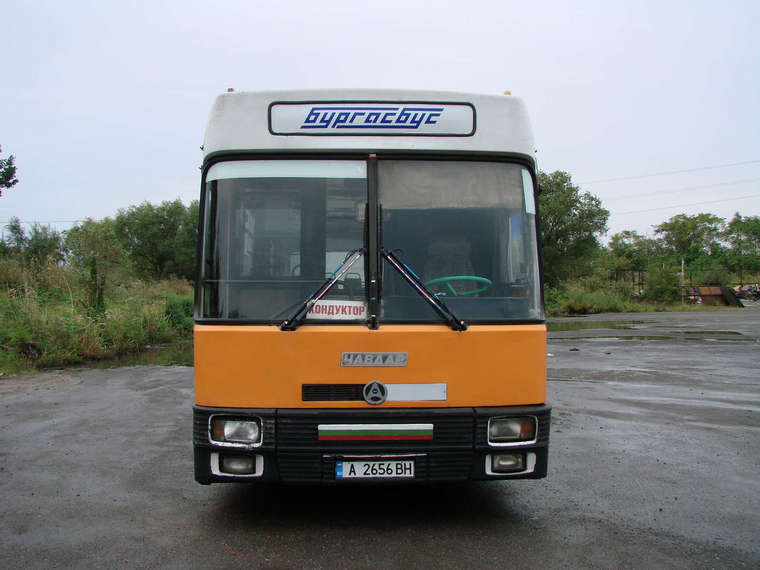
Czawdar 120
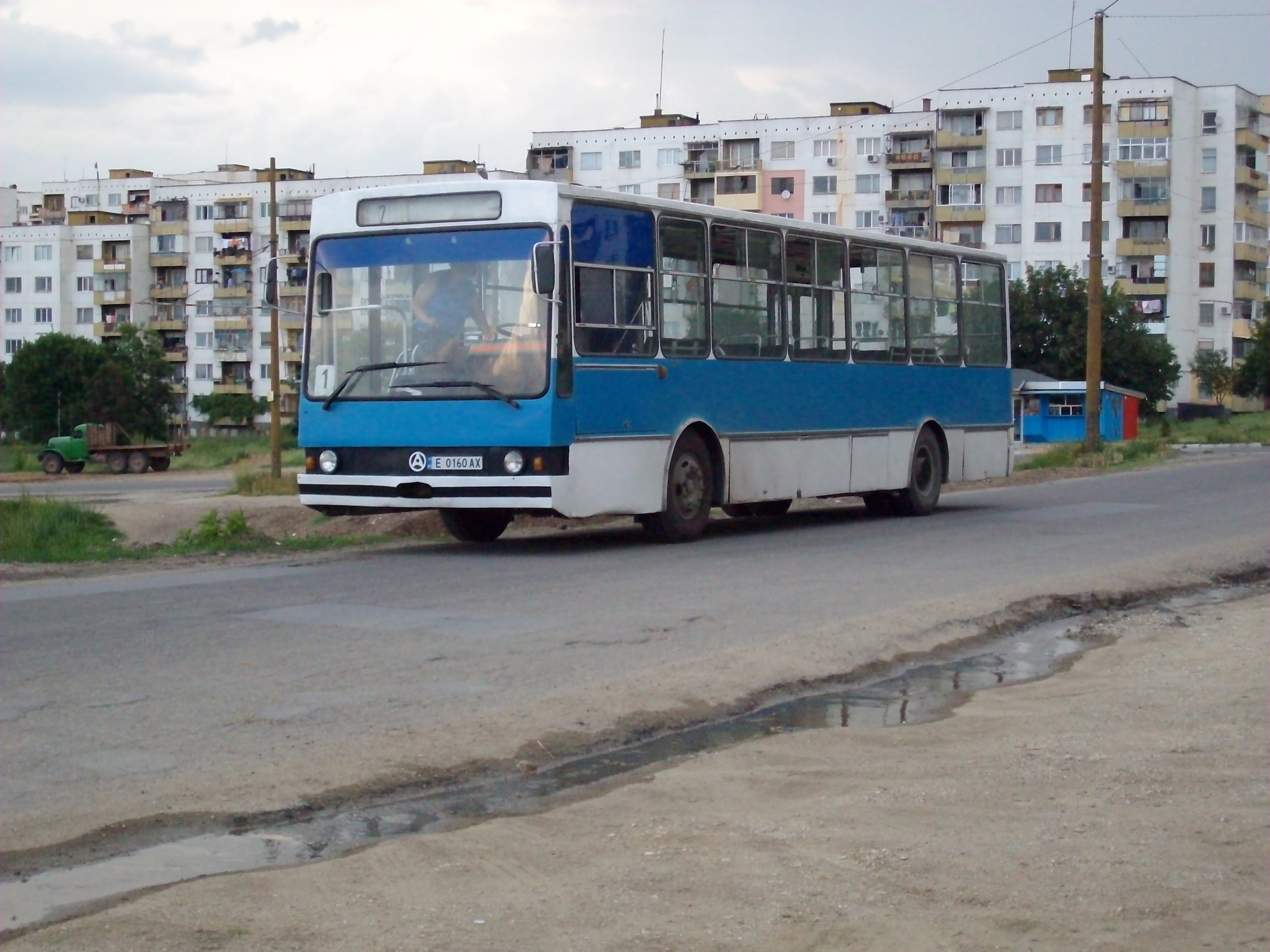
Czawdar B 13-20
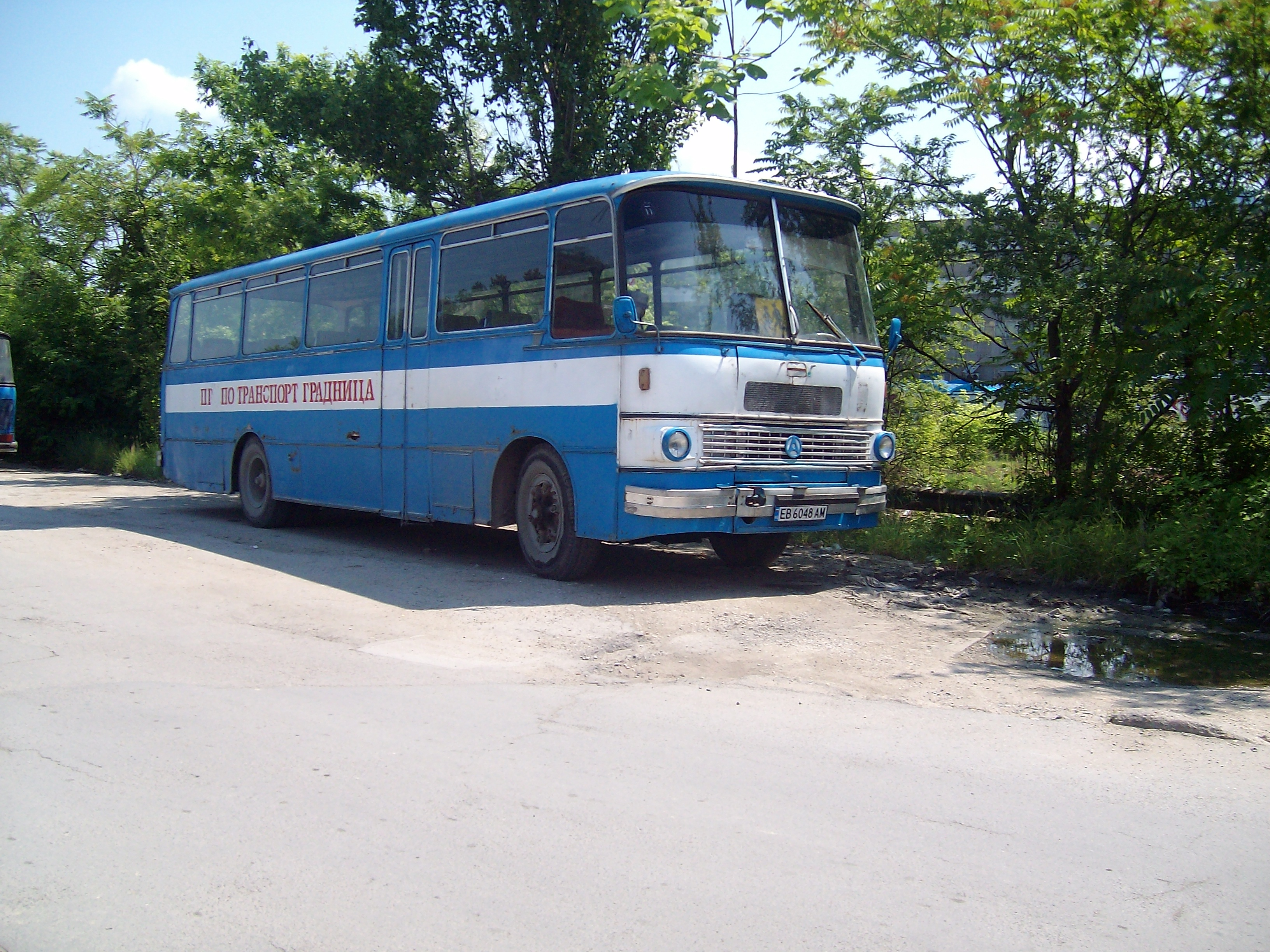
Czawdar 11-M3
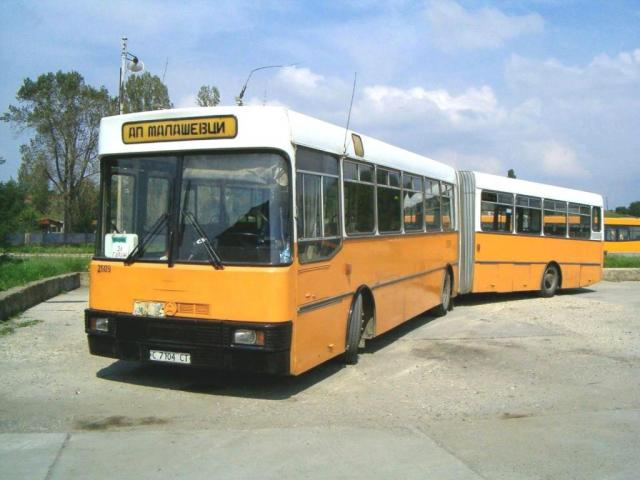
Czawdar 141